# Anomis aurantiaca
Anomis aurantiaca là một loài bướm đêm trong họ Erebidae.